# Bataille de Castelfidardo
Guerres du Risorgimento : expédition des Mille
Batailles
- Calatafimi
- Palerme
- Milazzo
- Reggio
- Castelfidardo
- Caiazzo
- Volturno
- Garigliano
- Gaète

La bataille de Castelfidardo a lieu le 18 septembre 1860, à Castelfidardo, petite ville de la région italienne des Marches. Les troupes piémontaises menant la guerre d'unification italienne y défont les troupes pontificales, ce qui leur permet dès lors d'annexer Marches et Ombrie et de faire ainsi la jonction avec les troupes de Garibaldi qui viennent de conquérir tout le Sud de la péninsule italienne.
La bataille oppose une armée piémontaise de 16 000 hommes, dont seuls 4 900 participent effectivement aux combats, à une armée pontificale de 6 500 hommes, articulée en deux divisions de 3 000 et 3 500, qui participent successivement aux combats. L'armée pontificale, commandée par les généraux français Louis Juchault de Lamoricière et Georges de Pimodan, compte dans ses rangs des volontaires de différents pays d'Europe, parmi lesquels les ressortissants français et belges constituaient un bataillon franco-belge. Parmi les volontaires français figuraient nombre de nobles de l'Ouest de la France : en consultant, après la bataille, la liste des morts et des blessés pontificaux, le général piémontais Cialdini dit, avec un humour des plus noirs, « L'on dirait une liste d'invités à un bal de Louis XIV !… ».
Le bataillon franco-belge donne ensuite naissance au corps des zouaves pontificaux.

## Déroulement
Avec la campagne d'Italie de 1859 et la victoire de Solférino, remportée grâce à l'aide française, le royaume de Sardaigne a pu annexer la Lombardie et donne dès lors au Risorgimento une impulsion irrésistible. Début 1860, les duchés de Parme et Modène, toute l'Émilie, la Romagne et la Toscane votent par plébiscite leur rattachement à la couronne sarde. Durant l'été, Garibaldi s'empare de tout le royaume des Deux-Siciles, au sud de la péninsule. Il ne reste plus, pour créer une Italie unifiée d'un seul tenant, qu'à prendre l'Ombrie et les Marches qui font partie des États du pape et séparent le Nord et le Sud du pays.
Tandis que l'armée piémontaise du royaume de Sardaigne, sous la conduite des généraux Enrico Cialdini et Manfredo Fanti, fait sa concentration en Romagne, les troupes pontificales se mettent en route pour Ancône, place forte dont dépend le contrôle des Marches et où réside une importante garnison mise à la disposition du pape par les Autrichiens. Se sachant en nette infériorité face à leur adversaire, les pontificaux ont pour objectif de se retrancher dans Ancône dans l'attente d'hypothétiques secours étrangers de la part de puissances catholiques (France, Autriche). Les deux armées se livrent alors à une course de vitesse, et se rencontrent à la dernière étape avant Ancône, aux abords de Castelfidardo, à 25 km du but.
Des escarmouches s'engagent. Vu la disproportion des forces en présence, Lamoricière décide de lancer les gros de son armée vers Ancône tandis que le reste, sous la direction de Pimodan, assurerait la couverture en faisant diversion. Pimodan s'avance contre les Piémontais, réussit initialement à les faire reculer, mais l'adversaire se ressaisit, se regroupe et contre-attaque. La mission de Pimodan, déjà blessé à mort, tourne au suicide. Ce que voyant, Lamoricière, bien que déjà arrivé à Numana, décide de faire demi-tour pour venir au secours de son arrière-garde, vouant ainsi à la défaite la totalité de son armée. Au bout de quelques heures de combat, les troupes pontificales fuient en désordre pour se réfugier à Ancône, où elles capituleront dix jours plus tard.
À la suite de cette bataille, le royaume d'Italie est proclamé le 17 mars 1861, tandis que les États pontificaux sont réduits à la surface de l'actuel Latium.